# Goniophlebium mengtzeense
Goniophlebium mengtzeense är en stensöteväxtart som först beskrevs av Christ, och fick sitt nu gällande namn av Rödl-linder. Goniophlebium mengtzeense ingår i släktet Goniophlebium och familjen Polypodiaceae. Inga underarter finns listade.